# 索隆拜·熱恩別科夫
索隆拜·沙里波維奇·熱恩別科夫（發音：[soːrɔmˈbɑj ɕɑˈrip uːˈɫʊ d͡ʒeːmˈbɛkɤf]；1958年11月16日—），吉尔吉斯族，吉尔吉斯政治人物，曾任吉尔吉斯斯坦总理和吉尔吉斯斯坦总统。

## 生平
热恩别科夫1983年毕业于吉尔吉斯农业大学动物饲养学专业，成为一名动物学工程师与畜牧业专家。1993年进入政界，当选卡拉库拉区卡什卡-兹霍尔集体农场主席。1995年成为人民代表大会代表。2007年任农业、水资源和加工工业部长，2010年任奥什州州长，2015年任国家人事局局长。2016年3月23日，热恩别科夫被任命为阿尔马兹别克·阿坦巴耶夫总统办公厅的副主任。
此前担任吉尔吉斯斯坦总理的捷米尔·萨里耶夫因为伊塞克湖湖岸附近公路建设招标丑闻而宣布辞职，吉尔吉斯斯坦总统当天签署了辞退令。4月12日，吉尔吉斯斯坦议会多数派联盟提出让总统办公厅副主任索隆拜·热恩别科夫出任总理。为此，索隆拜·热恩别科夫的兄弟、担任吉尔吉斯斯坦议会主席的阿瑟尔别克·热恩别科夫被迫离职。
2017年8月22日，因为代表吉尔吉斯斯坦社会民主党参加总统竞选而辞去总理职务。10月15日，凭借54.77%的得票率击败其他竞争对手，在总统选举中获胜。11月24日，宣誓就任吉尔吉斯斯坦第五任总统。
2020年10月，吉爾吉斯斯坦爆發示威活動。10月15日，熱恩別科夫发表声明「我不恋栈权力，我不想在吉尔吉斯历史上，成为一个放任血腥镇压及射杀人民的总统」后宣佈辭職。

## 外部連結
| 政府职务                         | 政府职务                                        | 政府职务                                  |
| -------------------------------- | ----------------------------------------------- | ----------------------------------------- |
| 前任者： 捷米尔·萨里耶夫         | 吉尔吉斯斯坦总理 2016年－2017年                 | 繼任者： 穆罕默德卡雷·阿布爾加濟耶夫 代理 |
| 前任者： 阿尔马兹别克·阿坦巴耶夫 | 吉爾吉斯斯坦总统 2017年11月25日－2020年10月15日 | 繼任者： 萨德尔·扎帕罗夫 代理             |